# Macromia hamata
Macromia hamata är en trollsländeart som beskrevs av Zhou 2003. Macromia hamata ingår i släktet Macromia och familjen skimmertrollsländor. Inga underarter finns listade i Catalogue of Life.